# Logica dimostrativa
La logica dimostrativa è una logica modale nella quale l'operatore di necessità è interpretato come "è dimostrabile che". Il fine è quello di catturare il predicato di prova di una teoria formale, ragionevolmente ricca, come l'aritmetica di Peano.

## Descrizione
Il sistema fondamentale è in genere chiamato GL (dalle iniziali di Kurt Gödel e Martin Löb), o anche L o K4W (in cui W sta per ben fondato). Esso può essere ottenuto associando la versione modale del teorema di Löb alla logica K (K4).
Indicativamente, gli assiomi di GL sono tutte tautologie di una logica proposizionale classica in aggiunta a tutte le formule di una delle seguenti forme:
- assioma di distribuzione:{\displaystyle \Box (p\to q)\to (\Box p\to \Box q)};
- assioma di Löb: {\displaystyle \Box (p\to p)\to \Box p}.

Le regole di inferenza sono:
- modus ponens: dato {\displaystyle p} e  {\displaystyle p\to q} si conclude che {\displaystyle q};
- necessitazione: dato {\displaystyle \vdash } e {\displaystyle p}, si conclude che {\displaystyle \vdash \Box p}.[non chiaro]

## Storia
Il modello GL fu elaborato per la prima volta da Robert M. Solovay nel 1976. Il principale ispiratore fu George Boolos da allora sino alla sua morte nel 1996.
Significativi contributi alla materia arrivarono da Sergei N. Artemov, Lev Beklemishev, Giorgi Japaridze, Dick de Jongh, Franco Montagna, Giovanni Sambin, Vladimir Shavrukov, Albert Visser.

## Esempi
Alcuni dei molti utilizzi sono: la logica interpretativa e la logica polimodale di Japaridze che presentano estensioni naturali della logica dimostrativa.